# Dabo (Star Trek)
Dabo is een fictief kansspel in de sciencefictiontelevisieserie Star Trek. De bedoeling van het spel is het ronddraaien van het zogenaamde dabowiel, vergelijkbaar met een rouletterad.
Organisatoren laten vaak aantrekkelijke vrouwen, ook "dabomeisjes" genoemd, aan het spel deelnemen om de overige spelers enthousiast te maken. Ook moeten ze door middel van snelle kansberekening de organisatoren laten winnen. Dabo wordt met name in beeld gebracht in de serie Star Trek: Deep Space Nine, waar het wordt gespeeld in Quark's Bar.

## Spelregels
Het spel wordt gespeeld door ongeveer tien spelers. De spelregels zijn in de serie nooit ter sprake gekomen. Wel is duidelijk dat er op een pokerachtige wijze geld ingezet wordt. Dat gebeurt door te kopen, te verkopen of het inwisselen van latinum dat door de Ferengi als munteenheid wordt gebruikt. Als iemand een ronde succesvol heeft gespeeld, wordt er "Dabo!" geroepen.